# 永原肇
永原 肇（ながはら はじめ、1953年9月25日 - ）は、日本の化学技術者。元旭化成先端エネルギー材料開発センター長。高収率なシクロヘキセン製造技術を開発した。紫綬褒章受章。文部科学大臣表彰科学技術賞受賞。

## 人物・経歴
1978年東京工業大学大学院総合理工学研究科電子化学専攻卒業、旭化成工業入社。2001年東京工業大学工学博士。旭化成化成品研究センター付兼技術企画室長、旭化成化成品研究センター化学技術開発研究所長を経て、2003年旭化成グループフェロー。2006年旭化成ケミカルズ執行役員（研究開発所掌）。2007年旭化成ケミカルズ取締役兼常務執行役員（研究開発所掌）。2007年旭化成執行役員兼旭化成エレクトロニクス取締役。2008年旭化成ケミカルズ取締役兼常務執行役員（研究開発所掌）兼樹脂総合研究所長。2009年桜花会副会長。2011年旭化成先端エネルギー材料開発センター長。2013年旭化成監査役。2015年触媒学会会長。2017年旭化成顧問。2020年第一稀元素化学工業取締役。

## 受賞
- 2018年「ナイロン原料用シクロヘキセン製造技術の開発」により文部科学大臣表彰科学技術賞（開発部門）受賞[7]。
- 2020年「ナイロン原料用シクロヘキセン製造技術の開発」により紫綬褒章受章[8]。